# Нуралиев, Эльмар Насраддин оглы
Эльмар Насраддин оглы Нуралиев (азерб. Elmar Nəsrəddin oğlu Nurəliyev, укр. Ельмар Насраддін огли Нуралієв; род. 12 марта 1997 год, Баку, Азербайджан) — украинский борец греко-римская стиля азербайджанского происхождения. Вице-чемпион Украины 2023 года. Мастер спорта Украины.

## Биография
Родился Эльмар 12 марта 1997 году в Баку, Азербайджан. В 5 лет он со своей семьей переехал в Украину, где начал заниматься греко-римской борьбой. Он является мусульманином шиитского толка.

## Спортивная карьера
В октябре 2012 года Эльмар выступил на первенстве Украины среди юношей (до 17 лет) и выиграл бронзовую медаль в весовой категории до 63 кг. В феврале 2013 года выступил на международном турнире памяти Бориса Гуревича в Москве, а также стал победителем на мемориале Александра Колчинского в весе до 63 кг, который проходил в Киеве. В апреле 2013 года стал победителем «тупикового» первенства Украины среди юношей в новой весовой категории до 69 кг. В начале октябре 2013 году принял участие на турнире памяти Анатолия Парфенова среди юношей в российском городе Бор. В конце октябре 2013 года стал победителем первенства Украины в городе Долина (Ивано-Франковская область). В мае 2014 года Нуралиев стал третьим на первенстве Европы среди кадетов в Болгарии. В июле 2014 года был участником первенства мира среди кадетов в Словакии. Летом 2017 года стал финалистом первенства Европы среди юниоров в весе до 74 кг. В сентябре 2017 года принял участие на чемпионате мира среди военнослужащих в Клайпеде (Литва), где добыл серебряную медаль. В марте 2018 года стал победителем первенства Украины до 23 лет. В июне 2018 года Нуралиев смог завоевать бронзовую медаль на первенстве Европы среди спортсменов до 23 лет. В августе он выиграл гран-при Германии. В 2019 году Нуралиев во второй раз выиграл первенство Украины до 23 лет, кроме того принял участие на вторых Европейских играх в Минске (Беларусь). В ноябре 2020 года снова выиграл первенство Украины до 23 лет в весе до 77 кг. В 2023 году Эльмар дошел до финала чемпионата Украины в весе до 77.

## Спортивные достижения
Взрослый уровень
- Чемпионат мира среди военнослужащих 2017 — ;
- Первенство Украины до 23 лет 2018, 2019, 2020 — ;
- Первенство Европы до 23 лет 2018 — ;
- Кубок Украины 2023 — ;
- Чемпионат Украины 2023 — ;

Кадетский и юниорский уровень
- Первенство Украины 2012 — ;
- Первенство Украины 2013 — ;
- Первенство Европы 2014 — ;
- Первенство Европы 2017 — ;